# Ptrukša
Ptrukša é um município da Eslováquia, situado no distrito de Michalovce, na região de Košice. Tem 6,94 km² de área e sua população em 2018 foi estimada em 464 habitantes.

## Demografia
| Ano:        | 1994 | 2004   | 2014   | 2024   |
| ----------- | ---- | ------ | ------ | ------ |
| Broj ljudi: | 516  | 519    | 494    | 448    |
| Razlika:    |      | +0,58% | -4,81% | -9,31% |

| Ano:               | 2023 | 2024   |
| ------------------ | ---- | ------ |
| Número de pessoas: | 452  | 448    |
| Diferença:         |      | -0,88% |